# Mouvement social national
Le Mouvement national social (bulgare : Народно социално движение) est un ancien parti politique bulgare d'extrême droite, fondé en 1932 par Alexandre Tsankov.

## Histoire

Bien que membre du gouvernement du Bloc populaire de Nikola Mushanov (parti démocrate), Tsankov devient un admirateur d'Adolf Hitler. 
Il forme le MNS en s'appuyant sur la communauté et les structures de l'ancien parti au pouvoir, Alliance démocratique. En dépit d'appuis certains au sein de la jeunesse des villes, ce parti ne parvient jamais à obtenir une audience aussi considérable qu'il l'aurait souhaité, et qui lui est nécessaire pour accéder au pouvoir. Il contribue cependant à la chute de la coalition au pouvoir et augmente son audience en 1934, quand un certain nombre de membres du Zveno quittent leur parti, notamment pour le MNS. Toutefois, proche du roi Boris III, le gouvernement de Pencho Zlatev s'oppose aux groupes d'extrême-droite, ce qui a pour conséquence d'affaiblir le MNS.
Le groupe maintient des liens avec l'Allemagne nazie, et Tsankov obtient la direction du gouvernement bulgare pro-nazi en exil en 1944.

## Positions politiques
Le parti est décrit comme « pro-fasciste et pro-nazi », il propose une version bulgare du national-socialisme et est « ouvertement fasciste » selon des historiens consultés par l'Académie bulgare des sciences.
Ce groupe prétend défendre une doctrine dite de « nationalisme social » ; pour Tsankov, le MNS doit s'adosser à une organisation syndicale et nationale, opposée à la lutte des classes. 